# سامسونج جالكسي ألفا
سامسونج جالكسي ألفا (بالإنجليزية: Samsung Galaxy Alpha) هو هاتف ذكي من إلكترونيات سامسونج يعمل بنظام أندرويد تم الكشف عنه في 13 أغسطس 2014، سيتم طرحه في الأسواق في سبتمبر 2014.

## الخصائص
- نظام التشغيل: أندرويد 4.4.4 كيت كات في إصداره الأول،تم تحديثه إلى أندرويد 5.0.1 المصاصة
- الكاميرا الأمامية: 2.1 ميجابكسل
- الكاميرا الخلفية: 12 ميجابكسل
- الشاشة: 1280×720
- الوزن: 115 غ (4.1 أونصة)
- الذاكرة: 2 جيجابايت
- التخزين: 32 جيجابايت